# Ондржей Секора
Ондржей Секора (на чешки: Ondřej Sekora) е чешки художник илюстратор и карикатурист, журналист, ентомолог и писател, автор на книги за деца и документалистика. Той е един от първите пропагандатори на ръгбито в Чехословакия, основател е на първите чешки ръгби клубове, спортен треньор, съдия, популяризатор на спорта и природата.

## Биография и творчество
Ондржей Секора е роден на 25 септември 1899 г. в Кралово поле (сега квартал на Бърно), Моравия, Австро-Унгария (сега в Чехия), в семейство на учител. Баща му умира, когато Ондржей е седемгодишен, и семейството живее в мизерни условия. Учи първо в родния си град, после в Бърно и завършва с ускорена диплома за средно образование гимназия във Вишков. Като ученик събира пеперуди и бръмбари, спортува, чете много и обича да рисува. През 1918 г. в края на Първата световна война служи една година като доброволец в армията във Виена до края на войната.
Започва да следва право в Масариковия университет в продължение на 2 години, но не завършва. Едновременно рисува и предоставя своите рисунки на вестник Lidové noviny. През 1921 г. напуска университета и става редактор на Lidové noviny като спортен журналист, карикатурист и колумнист. През 1924 и 1927 г. прекарва цяла година на стаж във Франция. Там пише спортни репортажи и участва с рисунки за френски списания. Във Франция среща и се сприятелява с чешки художници, които живеят там по това време. Запознава се с ръгбито във Франция и след това започна да го популяризира в Чехия, като става основател на първия чешки ръгби клуб. Прави превод на чешки на правилата на играта, а по-късно работи и като треньор и спортен съдия.
През 1923 г. се жени за Маркета Калабусова, с която се развежда година по-късно. През 1930 г. се жени за втори път за Людмила Рубичкова, с която има син – Ондржей.
В периода 1929 – 1931 г. учи в Училището за изкуства и занаяти (сега Академия за изкуства, архитектура и дизайн) в Прага. След това продължава да работи във вестник Lidové Noviny, като в периода 1928 – 1941 г. е редактор на неговата страница „Детски кът“. Прави много политически карикатури, осмиващи Германия и Съветския съюз. Илюстратор е и за различни периодични издания. Съосновател и редактор е на списание „Спорт“. Заедно с работата си започва да пише книги за деца, като най-популярна е поредицата му за Фердо Мравката.
След началото на Втората световна война и обявяването на Чехия за протекторат, през 1941 г. е принуден да напусне редакцията на вестника и е изключен от съюза на чешките журналисти, защото съпругата му е еврейка. В периода 1944 – 1945 г. по време на окупацията е арестуван и интерниран в нацистките трудови лагери в Клайнщайн (днес Полша) и Остероде в Германия. В дневника си описва мизерията на лагерния живот с горчив хумор. В лагерите рисува и пише, и прави куклени представления със своя съзатворник Олдржих Нови.
След войната работи като редактор във всекидневника Práce и редактор на сатиричното списание Dikobraz (1945 – 1947), и редактор в издателство Josef Hokr, което преди това е публикувало неговите книги. През 1949 г. става съосновател на Държавното издателство за детска книга (днес издателство „Албатрос“) и в периода 1949 – 1952 г. работи като негов главен редактор. От 1952 г. преминава като писател и илюстратор на свободна практика.
Ондржей Секора е автор на много илюстровани детски книги и комикси. Сред най-известните му творби за деца са „Фердо мравката“ (1936), „Приказка за дърветата и вятъра“ (1949), „Уплашеният трактор“ (1951), „Мравките не се предават“ (1954), „Поща в зоологическата градина“ (1963) и др. Той е илюстратор на повече от 20 книги, сред които чешкото издание на „Приключенията на Лукчо“ на Джани Родари от 1955 г.
В следвоенните години се присъединява към комунистическата партия, участва активно в пропагандата на комунистическия режим и остава в партията до края на живота си. Заради популярността на книгите му рядко е критикуван. През 1964 г. е обявен за заслужил артист. През 1966 г. получава наградата „Мария Майерова“ за литература.
Ондржей Секора умира от инсулт на 4 юли 1967 г. в Прага.
През 1999 г. по случай 100-годишнината от рождението му е издадена юбилейна пощенска марка. На негово име е кръстен астероидът 13406 Секора, открит през 1999 г. в астероидния пояс.

## Произведения

### Детска литература
- Trampoty brouka Pytlíka (1939)[1][2][3][4]
- Malířské kousky brouka Pytlíka (1940)
- Kuře Napipi a jeho přátelé (1941)
- Uprchlík na ptačím stromě (1943)
- Jak se uhlí pohněvalo (1949)
- Pohádka o stromech a větru (1949)
- O zlém brouku Bramborouku (1950)
- Malované počasí (1951)
- O traktoru, který se splašil (1951)
- Na dvoře si děti hrály (1955)
- Čmelák Aninka (1959)
- Hurá za Zdendou (1960)
- O psu vzduchoplavci (1961)
- Pošta v ZOO (1963)
- Sedm pohádek (1964)

### Серия „Фердо Мравката“ (Ferda Mravenec)
1. Ferda Mravenec (1936)[1][2][3][4]
Фердо Мравката, изд. „Атика“ (1995), изд. „Лабиринт“ (2013, 2021), прев. Яна Маркова
2. Ferda Mravenec v cizích službách (1937)
Фердо в плен, изд. „Лабиринт“ (2013), прев. Яна Маркова
3. Ferda v mraveništi (1938)
4. Ferdův slabikář (1939)
5. Ferda cvičí mraveniště (1947)
6. Ferda Mravenec ničí škůdce přírody (1951)
7. Mravenci se nedají (1954)
Мравките не се предават, изд.: „Народна младеж“, София (1961), прев. Емилия Карл Лещова

### Книжки с картинки
- Voříškova dobrodružství (1926)[1][2][3][4]
- Jak Cvoček honil pytláka (1932)
- Kapitán Animuk loví v Africe (1934)
- Hej a Rup (1935)
- Slavnost u broučků (1938)
- Kousky mládence Ferdy Mravence (1950)
- Nápady kuřete Napipi (1961)
- Kapitán Animuk opět loví v Africe (1972)

### Документалистика
- Kronika města Kocourkova (1947)

### Преводи
- Rugby, jak se hraje a jeho pravidla (1926) – превод от френски

### Илрюстрации на произведения на други автори
- Рудолф Теснохлидек: Zlaté dny (1926)
- Бедржих Голомбек: Dobrodružství tří Billů (1926)
- Матей Кропал: Plkačke a jedno drohy (1927)
- Джеръм К. Джеръм: Henry pozoruje lidi (1927)
- Карла Долинкова: Maminka Ťok Ťok a její děti (1929)
- Йиндржих Плахта: Pučálkovic Amina (1931)
- Ян Арнолд Палауш: Haló, zde redaktor Laufer (1931)
- Бела Сенеш: Vaškův vítězný gól (1931)
- Владислав Ванчура: Kubula a Kuba Kubikula (1931)
- Хуго Ваврис: František Lelíček ve službách Sherlocka Holmese (1932)
- Франтишек Лангер: Bratrstvo bílého klíče (1934)
- Ернст Ешман: Jirka cirkusák (1935)
- Алоис Йедличка, Богумила Силова: Mik za to nemůže (1935)
- Иржи Вайс: O věrné Hadimršce … a co se kolem ní sběhlo (1935) vydal Melantrich
- Владимир Рипар: Slávek + Mirek + 6 HP (1935) J. Hokr
- Артър Рансъм: Zamrzlá loď kapitána Flinta (1937)
- Йозеф Копта: Smějte se s bláznem (1939)
- Ярмила Хашкова: Z notesu svatého Petra (1940)
- Ярослав Щембера: Škola kouzla zbavená (1940)
- Ян Карафиат: Broučci (1940)
- Йозеф Веромир Плева: Malý Bobeš (1941)
- Ема Тинтерова: Veselé příhody kozy Lujzy a kocoura Bobka (1942)
- К. Боржек: Kulatá velmoc (1944)
- Ярослав Войтех: Hlas lidu (1945)
- Франк Вениг: Brumla na cestách (1945)
- Ярмила Минаржикова: Ježourek a jeho příhody (1945)
- Ян Малик: Míček Flíček (1946)
- Михаил Зошченко: Psí čich (1946)
- Едуард Щорх: Lovci mamutů na Bílé skále (1946)
- Ян Хостан: Námořník (1947), Žertíky pro malé čertíky (1948)
- Вацлав Чтвъртек: Kolotoč v Africe (1948), Lev utekl (1948)
- Франтишек Немец: Soudničky (1948)
- Ема Ржезачова: Dům na kolečkách (1948)
- Вацлав Лачина: Slyš a piš (1949)
- Ярмила Минаржикова: Ježourek a Pišta, jeho bratr (1949)
- Евгений Чарушкин: Nikita a jeho přátelé (1950)
- Зденек Заорал: Říkánky pro malé občánky (1950)
- Олга Штрунцова: Brigáda v mateřské školce (1950)
- Ирина Карнаучова: Chytrý sedláček a jiné pohádky (1954)
- Джани Родари: O statečném Cibulkovi (1955)
- Сергей Михалков: Strýček Štěpán (1958)
- Иржи Щефл: Lékař hovoří s dětmi (1958)
- Ян Хостан: Švitořilky (1961)
- Юхан Смуул: Punťa mořeplavec (1965)

### Екранизации
- 1944 Ferda Mravenec
- 1977 Príhody Ferdy Mravence
- 1977 Ferda v mravenisti
- 1977 Ferda v cizích sluzbách
- 1978 Príhody brouka Pytlíka
- 1984 Ferdy – тв сериал